# Gamma-Butyrolactone
γ-Butyrolactone (GBL) là một chất lỏng không màu, không tan trong nước có mùi đặc trưng yếu. Nó là γ-lactone đơn giản nhất. Nó chủ yếu được sử dụng như một chất trung gian trong sản xuất các hóa chất khác, ví dụ methyl-2-pyrrolidone. Ở người, GBL hoạt động như một tiền chất cho acid γ-hydroxybutyric (GHB), và nó được sử dụng như một chất ức chế CNS giải trí với các tác dụng tương tự như barbiturat.

## Xảy ra
GBL đã được tìm thấy trong chiết xuất từ các mẫu rượu vang không pha trộn. Phát hiện này chỉ ra rằng GBL là một thành phần xuất hiện tự nhiên trong một số loại rượu vang và có thể có mặt trong các sản phẩm tương tự. Nồng độ được phát hiện là khoảng 5 μg/mL và có thể dễ dàng quan sát bằng cách sử dụng kỹ thuật chiết đơn giản, sau đó là phân tích GC/MS. GBL có thể được tìm thấy trong hương vị phô mai nhưng thường dẫn đến hàm lượng 0,0002% GBL trong thực phẩm cuối cùng.

## Sản xuất và tổng hợp
γ-Butyrolactone được sản xuất công nghiệp bằng cách khử hydro 1,4-butanediol ở nhiệt độ 180-300 °C và áp suất khí quyển với sự có mặt của chất xúc tác đồng.
Năng suất của quá trình này là khoảng 95%. Việc thanh lọc diễn ra với chiết xuất pha lỏng-khí.
Acid γ-hydroxybutyric có khuynh hướng tách nước nội phân tử để tạo thành γ-butyrolactone.
Thủy phân natri γ-chlorobutyrat bằng kiềm hay đun nóng acid 3-butenoic với acid, ta cũng thu được γ-butyrolactone.
Trong phòng thí nghiệm, nó cũng có thể thu được thông qua quá trình oxy hóa tetrahydrofuran (THF), ví dụ với dung dịch natri bromat. Một lộ trình thay thế tiến hành từ GABA bằng phản ứng Sandmeyer.

## Phản ứng
Là một lactone, GBL bị thủy phân ở điều kiện thường, ví dụ như trong dung dịch natri hydroxide vào natri oxybate, muối natri của acid gamma-hydroxybutyric. Trong môi trường nước acid, hỗn hợp của lactone và acid tạo thành cùng tồn tại ở trạng thái cân bằng. Các hợp chất này sau đó có thể tiếp tục tạo thành polymer poly (4-hydroxybutyrate). Khi được điều trị với một cơ sở không nucleophilic, chẳng hạn như lithium diisopropylamide, GBL trải qua quá trình khử hóa alpha thành carbonyl. Các hợp chất caprolactone có liên quan có thể được sử dụng để tạo ra một polyester theo cách này.

### Phản ứng trùng hợp
Phản ứng trùng hợp mở vòng của butyrolactone cho polybutyrolactone. Kết quả trở lại monome bằng cách nứt nhiệt. Người ta tuyên bố rằng poly (GBL) có khả năng cạnh tranh với poly vật liệu sinh học thương mại (4- hydroxybutyrate) hoặc P4HB. Người ta còn tuyên bố rằng poly (GBL) rẻ hơn so với P4HB, mặc dù cả hai đều có nguồn gốc sinh học.

## Công dụng
Butyrolactone chủ yếu là tiền chất của các hóa chất khác. Phản ứng với methylamine cho NMP. Amonia cho pyrrolidone. Nó cũng được sử dụng làm dung môi trong các loại kem và một số polyme.

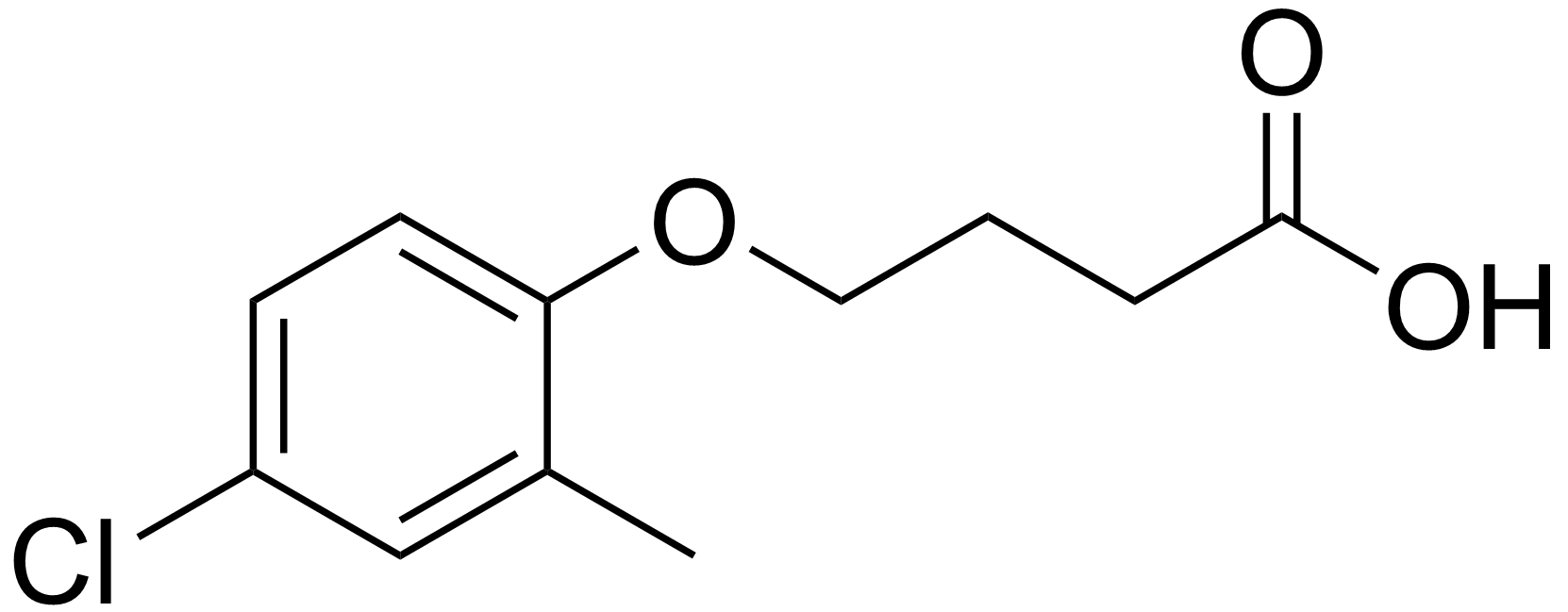
Axit 2-Methyl-4-chlorophenoxybutyric là một loại thuốc diệt cỏ được sản xuất từ butyrolactone.

Butyrolactone, với phạm vi chất lỏng rộng, độ ổn định hóa học và hằng số điện môi cao, được sử dụng trong một số pin nhưng chủ yếu được tìm thấy trong các tụ điện điện phân làm dung môi hữu cơ. Trong khả năng này, nó thường được trộn với một tỷ lệ nhỏ ethylene glycol, "9: 1" là phổ biến, để thay đổi điện trở suất bên trong.

## Dược lý
GBL không hoạt động theo đúng nghĩa của nó; cơ chế hoạt động của nó bắt nguồn từ bản sắc của nó như là một tiền chất của GHB.

### Dược động học
GBL nhanh chóng được chuyển đổi thành GHB nhờ các enzyme paraoxonase (lactonase), được tìm thấy trong máu. Động vật thiếu các enzyme này không có tác dụng từ GBL.  GBL có nhiều lipophilic (tan trong chất béo) hơn GHB, và do đó được hấp thu nhanh hơn và có sinh khả dụng cao hơn. Do những khác biệt về dược động học, GBL có xu hướng mạnh hơn và tác dụng nhanh hơn GHB, nhưng có thời gian ngắn hơn; trong khi đó hợp chất liên quan 1,4-butanediol (1,4-B) có xu hướng kém mạnh hơn một chút, tác dụng chậm hơn nhưng tác dụng lâu hơn GHB.

Con đường chuyển hóa của 1,4-butanediol, GBL và GHB.

### Bổ sung chất dinh dưỡng
Do đặc tính của nó là một tiền chất của GHB làm tăng bài tiết hormone tăng trưởng liên quan đến giấc ngủ, GBL đã được bán dưới dạng bổ sung dinh dưỡng sau khi lên lịch GHB, dưới tên Revivarant và Renewtrient  cho đến khi chúng bị cấm bởi FDA.

### Thuốc giải trí
GBL là một tiền chất của GHB và sử dụng giải trí của nó xuất phát hoàn toàn do hậu quả của việc này. Để bỏ qua các luật hạn chế GHB, các bộ dụng cụ tổng hợp tại nhà đã được giới thiệu để biến đổi GBL và/hoặc 1,4-B thành GHB. 

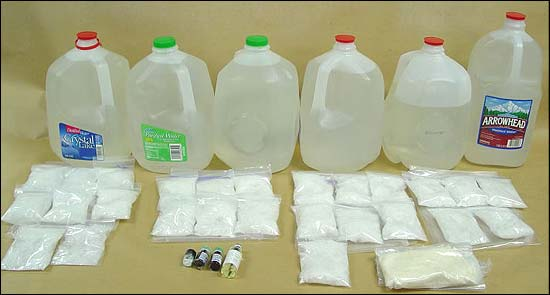
Bình đựng GBL bị thu giữ.

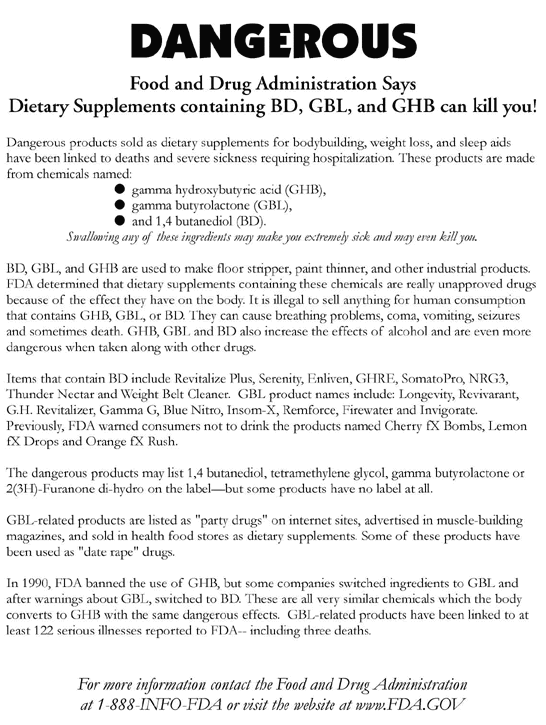
FDA cảnh báo chống lại các sản phẩm có chứa GHB và các sản phẩm của nó, chẳng hạn như GBL.

Quá liều GBL có thể gây ra hành vi bất hợp lý, bệnh nặng, hôn mê và tử vong. GBL có mùi vị và mùi đặc biệt, được mô tả là tương đương với nước cũ, mùi dưa tổng hợp hoặc nhựa bị cháy. Điều này khác biệt đáng kể so với GHB, được mô tả là có vị "mặn" quyết định.
Do thực tế là những người có kiến thức hóa học hạn chế có thể tạo ra GBL dễ dàng có được tiền chất, ở Pháp "một liều thuốc khoảng bảy xu", theo Patrick Nisse, một bác sĩ bệnh viện, nó đã trở nên khá phổ biến trong giới trẻ ở các hộp đêm ở Pháp.

#### Nguy hiểm
Nếu uống không pha loãng bằng miệng, GBL có thể gây kích ứng thực quản và dạ dày-ruột. Có thể cho uống GBL gây buồn nôn và các vấn đề tương tự khác, có thể nhiều hơn so với GHB.
GHB có tác dụng biphasic, tác dụng hưng phấn ở liều thấp (lý do cho thuật ngữ thuốc lắc lỏng) và tác dụng an thần  ở liều cao hơn. Kết quả của sự an thần này nó có thể gây bất tỉnh. Khi kết hợp với rượu, thuốc an thần tăng lên và nguy cơ nôn mửa dẫn đến nguy cơ tử vong cao. Nhiều tổ chức giảm tác hại đề nghị không bao giờ trộn lẫn hai loại thuốc này.
Đã có báo cáo tin tức về một số trường hợp tử vong liên quan đến GBL, thường là kết hợp với rượu hoặc các chất gây trầm cảm khác.

#### Nghiện và phụ thuộc
Việc sử dụng GHB/GBL thường xuyên, ngay cả khi dùng lâu dài và với liều lượng vừa phải, dường như không gây ra sự phụ thuộc đáng kể về thể chất ở phần lớn người dùng. Ở nhiều người, việc bỏ thuốc lá hoặc tạm thời không sử dụng thuốc đạt được với mức độ tối thiểu hoặc không gặp khó khăn. Tuy nhiên, khi tiêu thụ với số lượng quá mức với tần suất cao, sự phụ thuộc về thể chất và tâm lý có thể phát triển.  Quản lý sự phụ thuộc của GBL liên quan đến việc xem xét tuổi của người bệnh, độ hấp thụ và con đường dược lý của GBL.
Người dùng GHB/GBL có thể áp dụng chế độ định lượng '24/7 '. Đây là nơi người dùng đã trở nên khoan dung với tác dụng của thuốc, tăng liều lượng và tần suất dùng thuốc đơn giản để tránh các triệu chứng cai thuốc.
Đối với những người dùng báo cáo các triệu chứng cai khi bỏ sử dụng GHB/GBL, các triệu chứng dường như phụ thuộc vào liều lượng và thời gian sử dụng thuốc. Người dùng nhẹ đến trung bình thường gặp phải tình trạng mất ngủ và các vấn đề liên quan đến giấc ngủ, trong khi sử dụng nặng, kéo dài có thể gây ra các triệu chứng cai nặng tương tự như hội chứng cai thuốc Benzodiazepine (BWS).

#### Liều
Một ml tinh khiết GBL chuyển hóa đến 1.65g tương đương với NaGHB, các hình thức phổ biến, vì vậy liều được đo trong khoảng ml duy nhất, hoặc đưa tất cả cùng một lúc hoặc nhấm nháp trong quá trình cả một đêm.

### Tình trạng pháp lý
Úc: GBL không được phân loại là thuốc mà là một chất gây nguy hiểm cho sức khỏe. Mặc dù luật bắt đầu có hiệu lực vào ngày 1 tháng 4 năm 2011 sẽ giúp xử lý ma túy cho các mục đích công nghiệp sẽ cho phép GBL và 1,4-Butanediol được phân loại là các chất được kiểm soát.
Canada: GBL là một chất được kiểm soát theo Phụ lục VI của "Đạo luật về ma túy và chất bị kiểm soát" ở Canada. Lịch trình VI của "Đạo luật về Thuốc và Chất được Kiểm soát" yêu cầu các nhà cung cấp thu thập thông tin liên quan đến việc mua GBL. Đạo luật cũng nghiêm cấm nhập khẩu và xuất khẩu GBL vào hoặc ra khỏi Canada, phân loại nó là một tội phạm có thể bị phạt có thể bị phạt tới 10 năm tù hoặc một tội có thể bị trừng phạt về bản án kết án có thể bị phạt tù tới mười tám tháng. Việc một cá nhân sở hữu GBL ở Canada không phải là bất hợp pháp.  
Đức: GBL không được liệt kê trong luật ma túy, nhưng phân phối của nó được kiểm soát. Sở hữu không phải là bất hợp pháp, nhưng có thể bị trừng phạt theo Đạo luật về Thuốc, khi dự định được bán cho con người hoặc tổng hợp GHB. Trong những năm gần đây, sự gia tăng tiêu thụ GBL đã được quan sát do sự cấm đoán của GHB.
Hồng Kông SAR: GBL là một loại thuốc nguy hiểm được kiểm soát theo Phụ lục 1 của Pháp lệnh về Thuốc nguy hiểm, Cap.134 (với điều khoản miễn trừ tại Đoạn 16D). Bất kỳ người nào bị phát hiện sở hữu nó không theo Pháp lệnh này đều có thể phải chịu trách nhiệm pháp lý, khi bị kết án, bị phạt 1.000.000 đô la Hồng Kông và bị phạt tù 7 năm.
Israel: GBL được phân loại là chất bị cấm từ năm 2007 
Hà Lan: GBL đã được đưa vào danh sách 1 của Opiumwet. Do đó, xuất nhập khẩu, sở hữu, sản xuất, bán và vận chuyển đều bị cấm. Tuy nhiên, việc sử dụng thuốc bị cấm bởi Opiumwet không được coi là bất hợp pháp, mà chủ yếu được coi là mối quan tâm về sức khỏe cộng đồng.
Ba Lan: GBL được phân loại là thuốc. Giấy phép là bắt buộc để sản xuất, xử lý, làm lại, nhập khẩu, phân phối GBL.
Nga: GBL đã được phân loại là một chất hướng thần từ ngày 22 tháng 2 năm 2012. Buôn bán của nó bị hạn chế, và việc bán, mua hoặc sử dụng không được cấp phép khác sẽ bị phạt tù tới 20 năm.
Thụy Điển: GBL không được phân loại là thuốc mà là một chất gây nguy hiểm cho sức khỏe. Mặc dù gần đây đã thông qua luật bắt đầu có hiệu lực vào ngày 1 tháng 4 năm 2011, việc xử lý ma túy cho các mục đích công nghiệp sẽ cho phép GBL và 1,4-Butanediol được phân loại là các chất được kiểm soát.
Vương quốc Anh: Do sử dụng hợp pháp, quy định 4B của các quy định năm 2001 khiến việc nhập khẩu, xuất khẩu, sản xuất, cung cấp, cung cấp hoặc sở hữu GBL và 1,4-BD trở nên hợp pháp. Ngoại trừ trường hợp một người làm như vậy biết hoặc tin rằng họ sẽ được sử dụng cho mục đích ăn vào của con người.
Hoa Kỳ: GBL được quy định là hóa chất được kiểm soát trong Danh sách I. Là một chất tương tự GHB, nó cũng được coi là một chất được kiểm soát theo Biểu I của Đạo luật về các chất bị kiểm soát nếu dành cho tiêu dùng của con người.